# Île Bisentina
L'île Bisentina (en italien : isola Bisentina) est une île d'Italie du lac de Bolsena, appartenant administrativement à Capodimonte.

## Géographie
Elle s'étend sur environ 650 m de longueur pour une largeur approximative de 600 m. 